# البسفلد
البسفلد (به آلمانی: Albsfelde) یک شهر در آلمان است که در شلسویگ-هولشتاین واقع شده‌است.

## خصوصیات
البسفلد ۴٫۱۸ کیلومترمربع مساحت دارد ۴۸ متر بالاتر از سطح دریا واقع شده‌است.